# Paul Passy
Pour les articles homonymes, voir Passy.
Paul Édouard Passy (né le 13 janvier 1859 à Versailles et mort le 21 mars 1940 à Bourg-la-Reine) est un linguiste et prédicateur français.

## Biographie

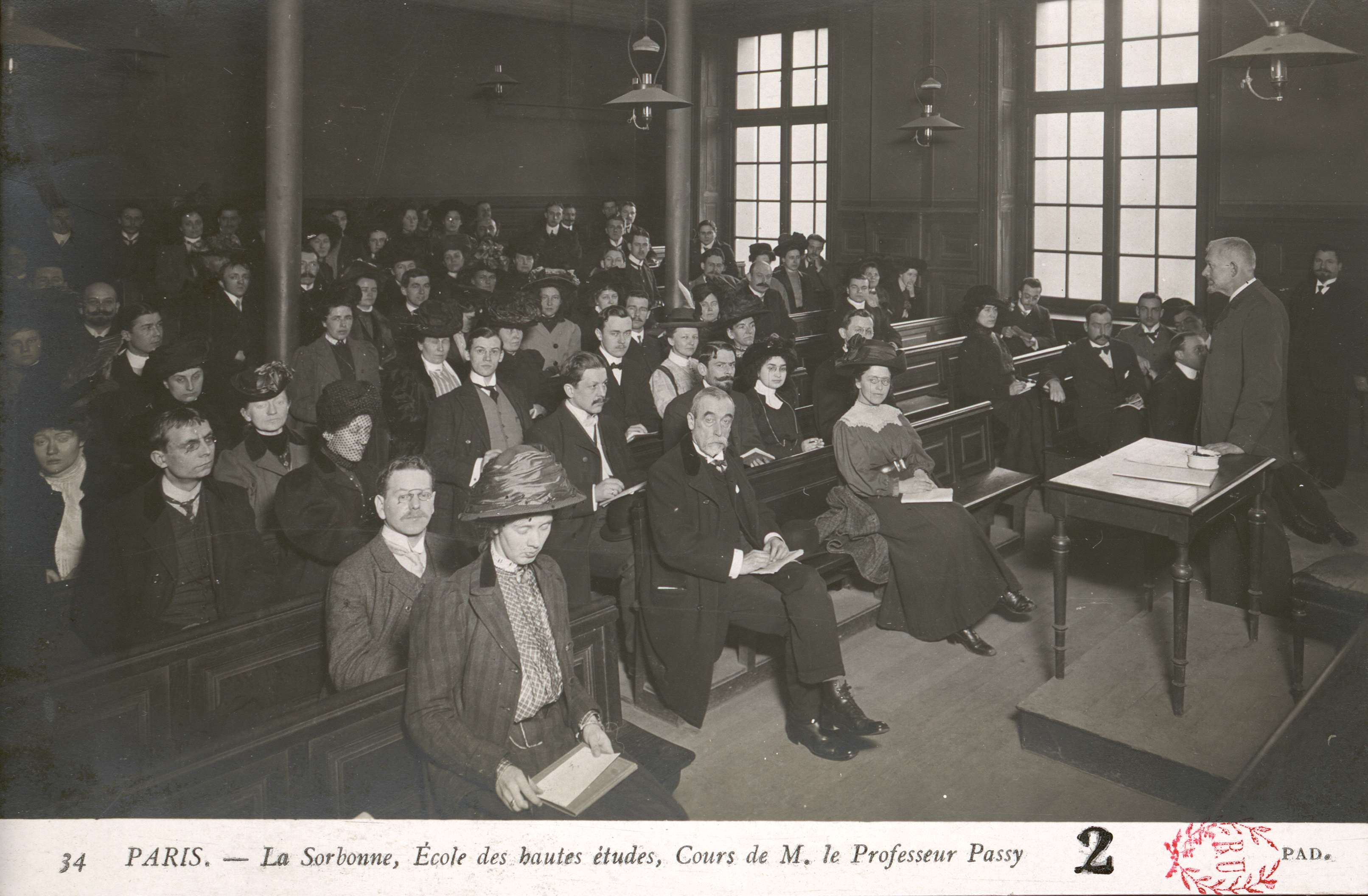
Carte postale de Paul Passy donnant cours à ses étudiants à La Sorbonne.

Issu d'une famille qui s'est illustrée au XIXe siècle dans la politique et les sciences, il est le fils du lauréat du prix Nobel de la paix, Frédéric Passy. Il fonde en 1886 l'Association phonétique internationale (API), qui regroupait à l'origine des professeurs de langue. Il participe à l'élaboration de l'alphabet phonétique international (API). Phonéticien brillant et anticonformiste, partisan d'une réforme radicale de l'orthographe (« orthographe simplifiée »), il marque de son enseignement l'École pratique des hautes études (EPHE, Sorbonne).
Paul Passy est considéré comme une des figures de proue du christianisme social français. En 1906, il participe à la création de l'Union des socialistes chrétiens, avec le juriste Raoul Biville, qu'il dit être à l'extrême gauche de ce mouvement. Puis il crée en 1909 au hameau des Fosses, sur la commune de Saint-Usage, dans l'Aube, la colonie de Liéfra (Liberté, Égalité, Fraternité) qui fonctionne selon la « loi de Moïse ». Fondée sur les principes du socialisme chrétien et du collectivisme, la terre, propriété collective inaliénable, est exploitée en commun. Cette colonie disparaît à la veille de la Première Guerre mondiale.
Il est révoqué de son poste de professeur après une campagne en 1913 contre l'allongement du service militaire pendant laquelle il prône la désertion, le refus de l'impôt et la grève générale.
Protestant convaincu, soucieux de conversion et d'éthique évangélique, très proche du pasteur Ruben Saillens, Paul Passy rallie durant une quinzaine d'années les Églises baptistes, dans lesquelles il s'investit comme auteur, prédicateur, évangéliste. Dans L'Écho de la Vérité, journal des baptistes français auquel il collabore entre 1913 et 1949, il souligne: « Moi qui suis depuis longtemps socialiste et révolutionnaire sans restriction, je ne peux que me réjouir de voir des chrétiens, en nombre grandissant, entrer dans la même voie. (...) Mais si on venait à donner dans l'Église, plus d'importance ou autant d'importance à la question sociale qu'à celle de la conversion individuelle, alors ça ne serait plus de la fidélité, mais de l'apostasie ».
Quelques années plus tard, tout en restant protestant, il quitte le baptisme, déçu par les divisions internes qu'il y a observées. Dans ses Souvenirs d'un socialiste chrétien, il écrira : « Sans doute j’ai rencontré chez les Baptistes plus de fidélité doctrinale, une vie religieuse plus intense, plus de zèle pour le salut des âmes, que par exemple chez les protestants réformés. Mais d’autre part, j’ai été péniblement impressionné par des rivalités de personnes et de partis, atteignant parfois une acuité extraordinaire, donnant lieu à des accusations extravagantes et servant de prétexte à des scissions absurdes. Somme toute, j’ai été amené à penser qu’il devait y avoir quelque chose d’erroné dans le principe même de ces Églises ».

## Œuvres
- Élémans (sic) d'anglais parlé, Paris : Didot, s.d.
- L'instruction primaire aux États-Unis : rapport présenté au ministre de l'Instruction publique, Paris : Delagrave, 1885.
- Les Sons du français. Leur formation, leur combinaison, leur représentation, Paris : Firmin Didot, 1887. Reproduction intégrale de la 6e édition de 1906 sur le site CTLF.
- Étude sur les changements phonétiques et leurs caractères généraux, Paris : Firmin-Didot, 1891. (Thèse pour le doctorat présentée à la Faculté des lettres de Paris)
- Le français parlé ; morceaux choisis a l'usage des étrangers avec la prononciation figurée, Leipzig : O.R. Reisland, 1892 (Lire en ligne, réédition 1897)
- avec Franz Beyer : Elementarbuch des gesprochenen Französisch, Cöthen :Schulze, 1893.
- Abrégé de prononciation française, phonétique et orthoépie, avec un glossaire des mots contenus dans le français parlé, Leipzig : O.R. Reisland, 1897.
- avec Hermann Michaelis : Dictionnaire phonétique de la langue française, complément nécessaire de tout dictionnaire français, Hannover C. Meyer, 1897. réédition 1914.
- avec Henri Laudenbach et Georges Delobel : De la méthode directe dans l'enseignement des langues vivantes, Paris : A. Colin, 1899.
- Choix de lectures françaises phonétiques, Coethen : O. Schulze, 1900.
- Petite phonétique comparée des principales langues européennes, Leipzig : B.G. Teubner, 1906.
- Lectures françaises phonetiques, Cambridge : W. Heffer, 1918.
- Conversations françaises, en transcription phonétique avec traductions anglaises, London : University of London Press, 1920.
- Souvenirs d'un socialiste chrétien, Issy-les-Moulineaux : Je Sers, 1930. 2 vol. [1930-1932].